# كعكة بندق البرازيل
كعكة بندق البرازيل (بالبرتغالية: Bolo de castanha-do-pará‏) كعكة محضرة باستخدام بندق البرازيل مكونًا أساسًا. يمكن تحضير كعكة القهوة والكعكة القصيرة وكعكة الفاكهة والبراوني باستخدام بندق البرازيلية الكامل أو المطحون أو المكسر مكونًا رئيسًا. كعكة بندق البرازيلية طبق في المطبخ البرازيلي وهي كعكة شائعة وشائعة في منطقة الأمازون في بوليفية والبرازيل وبيرو .

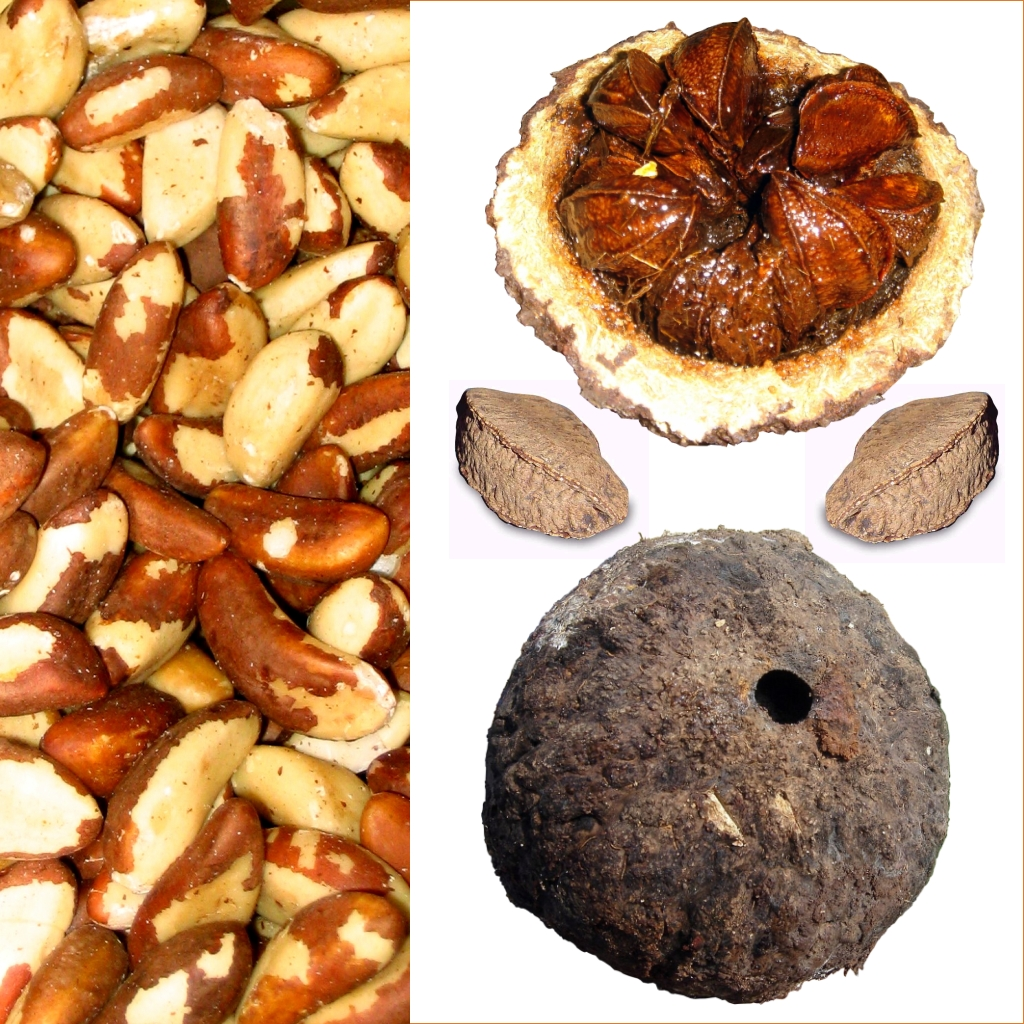
صورة من بندق البرازيل